# Jimmy Woha-Woha
Jimmy Woha-Woha est un acteur français, né le 25 octobre 1990 dans le 20e arrondissement de Paris.

## Biographie
Né le 25 octobre 1990 à Paris, il passe son enfance à Bagneux. Après son baccalauréat, Jimmy Woha-Woha commence des études d'audiovisuel en gestion de production. Il poursuit sa formation dans la réalisation à la Cité du Cinéma de Saint-Denis, dans l'École de la Cité de Luc Besson.
En 2007, après un rôle secondaire dans Regarde-moi d'Audrey Estrougo. En 2008, il est choisi par Lucien Jean-Baptiste pour interpréter un de ses enfants dans La Première Étoile. Un rôle qu’il reprend en 2018 dans la suite, La Deuxième Étoile.
En 2009, il participe à l'émission Fort Boyard de France 2, Fort Boyard, diffusée le 15 août. En 2010, il réalise son premier court-métrage Mourir en paix.
En 2014, il fonde sa propre société de production audiovisuelle « Wawa Work » au sein de la Cité du cinéma,.
En 2018, il décroche le rôle principal dans la comédie ukrainienne Un mariage fou de Vlad Dykyi, l'histoire d'un mariage interracial entre une jeune ukrainienne et un français d’origine africaine. En 2019, il est un  des principaux protagonistes, avec Corinne Masiero, Annabelle Lengronne et Noom Diawara, de "Colombine", une fiction unitaire réalisée par Dominique Baron pour TF1.
Un mariage fou remporte un immense succès en Ukraine, il bat tous les records du box-office ukrainien pour un film national avec 550.000 entrées (₴55 millions). Le film est exporté dans 14 pays et un remake réalisé en Lituanie Impornitis Jaunikis.
Le film est également adapté en série sur deux saisons en 2021 et 2022.

## Filmographie

### Comme acteur

#### Cinéma
- 2007 : Regarde-moi d'Audrey Estrougo : Khalidou
- 2008 : La Première Étoile de Lucien Jean-Baptiste : Yann
- 2017 : La Deuxième Étoile de Lucien Jean-Baptiste : Yann
- 2018 : Un mariage fou (uk) (skazhene vesillya / Скажене весiлля) de Vlad Dykyi : François
- 2019 : Un mariage fou 2 (uk) (skazhene vesillya 2/ Скажене весiлля 2) de Vlad Dykyi : François
- 2021 : Un mariage fou 3 (uk) (skazhene vesillya 3 / Скажене весiлля 3) de Lubomyr Levytsky : François

#### Courts métrages
- 2010 : Au bout des branches de Laurent Larivière : Issa
- 2010 : Mourir en paix de lui-même

#### Télévision

##### Téléfilms
- 2019 : Colombine, en 2 parties de Dominique Baron : Aziz
- 2022 : Des voisins fous, nouvelles histoires (uk) (skazhni coucidi, novi histori / Скажені сусіди. Нові історії) d’Oleg Borchtchevski

##### Séries télévisées
- 2009 : Les Toqués, 1 épisode : Brandon
  - Saison 1, épisode 1 : Pilote de Patrick Malakian
- 2009 : Mon père dort au grenier de Philippe Bérenger : Jimi
- 2010 : Victoire Bonnot, 2 épisodes : Samuel
  - Saison 1, épisode 1 : Addiction
  - Saison 1, épisode 2 : Le secret de Philippe Dajoux
- 2012 : Jeu de dames, 3 épisodes de François Guérin : Bakary
  - Saison 1, épisode 1 : Où elles touchent le fond
  - Saison 1, épisode 2 : Où elles se font du mauvais sang
  - Saison 1, épisode 3 : Où elles crient au vol
- 2019 : Balthazar, 1 épisode de Jérémy Minui : Sasha
  - Saison 2, épisode 8
- 2023 : Capitaine Marleau, 1 épisode de Josée Dayan
  - Saison 4, épisode 8 : Follie’s

### Réalisateur
- 2010 : Mourir en paix (court métrage) - réalisateur et directeur de production

### Clip
- 2017 : Ça ira de Benjamin Siksou, réalisé par Zoé Gabillet[7].

## Doublage

### Cinéma
- 2012 : Hunger Games : voix d'ambiance
- 2013 : Le Majordome : Charles Gaines de 15 à 25 ans (Elijah Kelley)
- 2013 : My Movie Project : Lucious (Jay Ellis)
- 2015 : NWA: Straight Outta Compton : Tyree (Keith Powers)
- 2015 : La Face cachée de Margo : Marcus Rada Lincoln (Justice Smith)
- 2017 : Detroit : Larry Reed (Algee Smith)
- 2018 : Black Panther : voix d'ambiance
- 2019 : Selah and the Spades de Tayarisha Poe : Maxxie Ayoade (Jharrel Jerome)
- 2020 : Tous nos jours parfaits : Finch (Justice Smith)

### Télévision
- 2021-2022 : 4400 : Hayden (Amarr Wooten)[8]
- 2022 : P-Valley : (voix d'ambiance)

## Distinction
- Festival Ptit Clap de Levallois-Perret 2010 : Prix « Coup de cœur du cinéma Epson » pour Mourir en paix[9].